# Scottish Championship 2016/17
Die Scottish Championship wurde 2016/17 zum vierten Mal als zweithöchste Fußball-Spielklasse der Herren in Schottland ausgespielt. Es war zudem die 111. Austragung einer zweithöchsten Fußball-Spielklasse innerhalb der 2013 gegründeten Scottish Professional Football League. Die Liga wurde offiziell als Ladbrokes Scottish Championship ausgetragen. Die Liga folgte der erstklassigen Premiership und lag über der League One und Two und war damit eine der vier Profiligen innerhalb der Scottish Professional Football League. Die Saison wurde von der Scottish Professional Football League geleitet und begann am 6. August 2016. Die Spielzeit endete mit dem 36. Spieltag am 6. Mai 2017.
In der Saison 2016/17 traten zehn Klubs in insgesamt 36 Spieltagen gegeneinander an. Jedes Team spielte jeweils zweimal zu Hause und auswärts gegen jedes andere Team. Als Absteiger aus der letztjährigen Premiership kam Dundee United in die Championship, als Aufsteiger aus der League One Dunfermline Athletic und Ayr United.
Den Titel und Aufstieg sicherte sich Hibernian Edinburgh durch einen 3:0-Sieg gegen Queen of the South am 15. April 2017. Für die Aufstiegsrelegation qualifizierten sich der FC Falkirk, Dundee United und Greenock Morton. Die Raith Rovers nahmen an der Abstiegsrelegation teil. Ayr United stieg direkt in die Scottish League One ab.

## Vereine

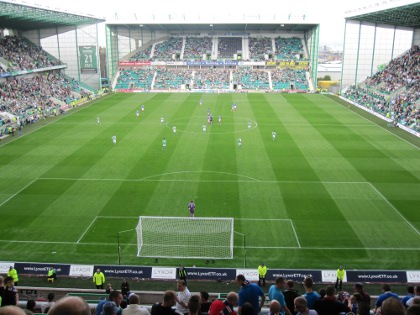
Easter Road

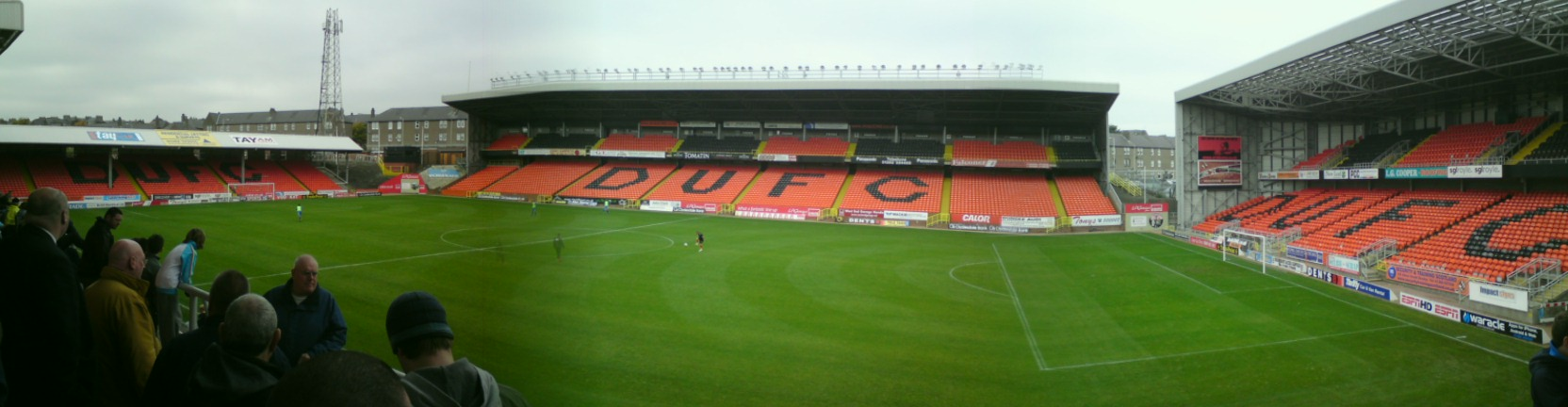
Tannadice Park

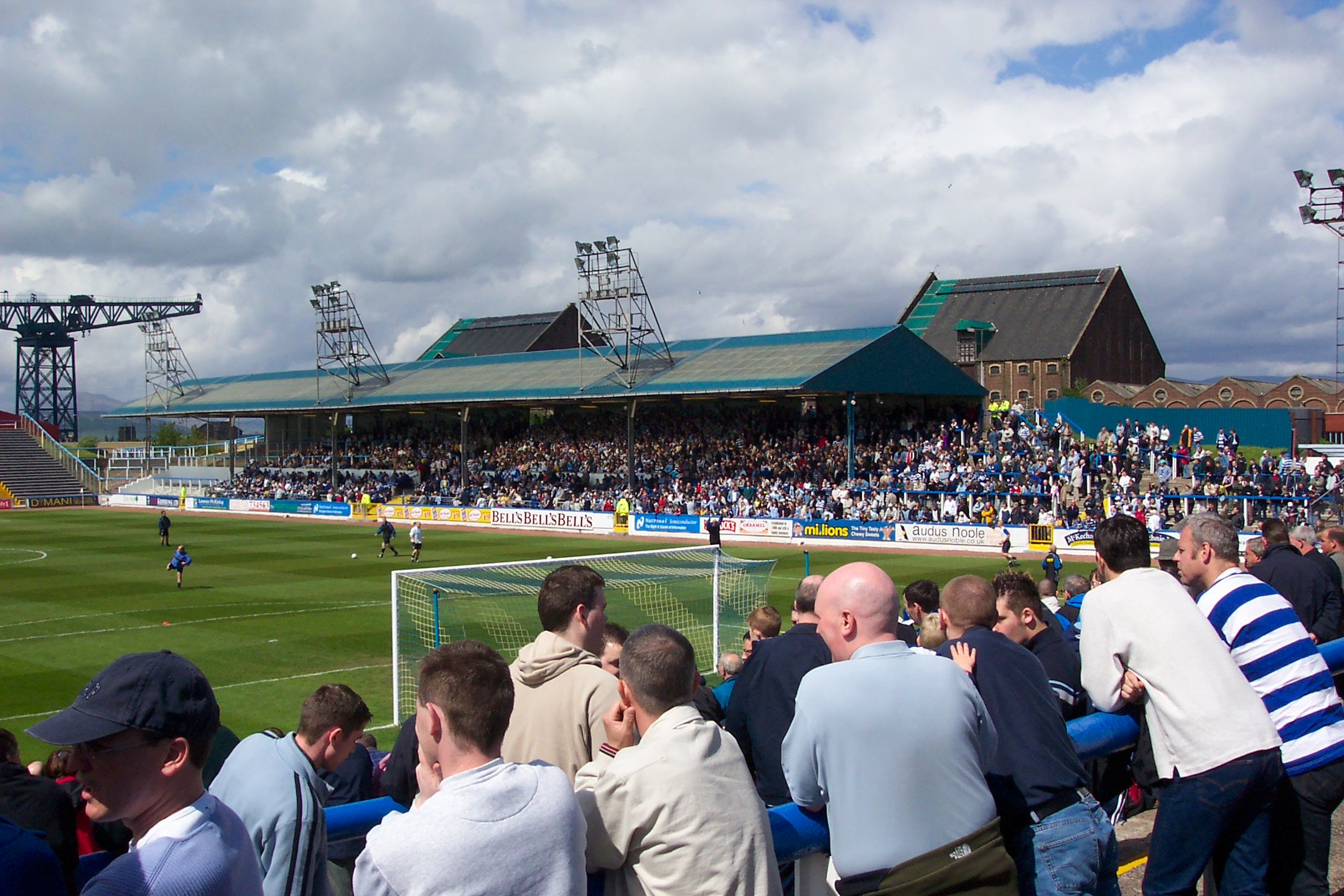
Cappielow Park

| Verein               | Stadt       | Stadion                    | Kapazität |
| -------------------- | ----------- | -------------------------- | --------- |
| Ayr United           | Ayr         | Somerset Park              | 10.185    |
| FC Dumbarton         | Dumbarton   | Dumbarton Football Stadium | 02.020    |
| Dundee United        | Dundee      | Tannadice Park             | 14.229    |
| Dunfermline Athletic | Dunfermline | East End Park              | 11.480    |
| FC Falkirk           | Falkirk     | Falkirk Stadium            | 08.750    |
| Greenock Morton      | Greenock    | Cappielow Park             | 11.589    |
| Hibernian Edinburgh  | Edinburgh   | Easter Road                | 20.421    |
| Queen of the South   | Dumfries    | Palmerston Park            | 08.690    |
| Raith Rovers         | Kirkcaldy   | Stark’s Park               | 08.473    |
| FC St. Mirren        | Paisley     | St. Mirren Park            | 08.023    |

## Abschlusstabelle
| Pl. | Verein                   | Sp. | S  | U  | N  | Tore    | Diff. | Punkte |
| --- | ------------------------ | --- | -- | -- | -- | ------- | ----- | ------ |
| 1.  | Hibernian Edinburgh (P)  | 36  | 19 | 14 | 3  | 059:250 | +34   | 71     |
| 2.  | FC Falkirk               | 36  | 16 | 12 | 8  | 058:400 | +18   | 60     |
| 3.  | Dundee United (A)        | 36  | 15 | 12 | 9  | 050:420 | +8    | 57     |
| 4.  | Greenock Morton          | 36  | 13 | 13 | 10 | 044:410 | +3    | 52     |
| 5.  | Dunfermline Athletic (N) | 36  | 12 | 12 | 12 | 046:430 | +3    | 48     |
| 6.  | Queen of the South       | 36  | 11 | 10 | 15 | 046:520 | −6    | 43     |
| 7.  | FC St. Mirren            | 36  | 9  | 12 | 15 | 052:560 | −4    | 39     |
| 8.  | FC Dumbarton             | 36  | 9  | 12 | 15 | 046:560 | −10   | 39     |
| 9.  | Raith Rovers             | 36  | 10 | 9  | 17 | 035:520 | −17   | 39     |
| 10. | Ayr United (N)           | 36  | 7  | 12 | 17 | 033:620 | −29   | 33     |

Platzierungskriterien: 1. Punkte – 2. Tordifferenz – 3. geschossene Tore – 4. Direkter Vergleich (Punkte, Tordifferenz, geschossene Tore)
| Zum Saisonende 2016/17: |

| Zum Saisonende 2015/16: |                                                |
| (P)                     | Pokalsieger des Vorjahres                      |
| (A)                     | Absteiger aus der Scottish Premiership 2015/16 |
| (N)                     | Aufsteiger aus der Scottish League One 2015/16 |

## Relegation
Teilnehmer an den Relegationsspielen sind der Neuntplatzierte aus der diesjährigen Championship, die Raith Rovers sowie drei Mannschaften aus der League One, Brechin City, Alloa Athletic und der Airdrieonians FC. Die Sieger der ersten Runde spielten in der letzten Runde um einen Platz für die folgende Scottish Championship-Saison 2017/18.
Erste Runde
Die Spiele wurden am 10. und 13. Mai 2017 ausgetragen.
|                  | Gesamt          |                | Hinspiel | Rückspiel |
| ---------------- | --------------- | -------------- | -------- | --------- |
| Brechin City     | 4:4 (4:3 i. E.) | Raith Rovers   | 1:1      | 3:3 n. V. |
| Airdrieonians FC | 1:1 (3:4 i. E.) | Alloa Athletic | 1:0      | 0:1 n. V. |

Zweite Runde
Die Spiele wurden am 17. und 20. Mai 2017 ausgetragen.
|              | Gesamt          |                | Hinspiel | Rückspiel |
| ------------ | --------------- | -------------- | -------- | --------- |
| Brechin City | 4:4 (5:4 i. E.) | Alloa Athletic | 1:0      | 3:4 n. V. |

## Statistiken

### Torschützenliste
Bei gleicher Anzahl von Toren sind die Spieler alphabetisch nach Nachnamen bzw. Künstlernamen sortiert.
| Pl. | Nat.       | Name           | Logo | Mannschaft           | Tore |
| --- | ---------- | -------------- | ---- | -------------------- | ---- |
| 01. | Schottland | Jason Cummings |      | Hibernian Edinburgh  | 19   |
| 01. | Schottland | Stephen Dobbie |      | Queen of the South   | 19   |
| 03. | Schottland | Nicky Clark    |      | Dunfermline Athletic | 15   |
| 04. | Frankreich | Tony Andreu    |      | Dundee United        | 13   |
| 05. | Schottland | Robert Thomson |      | FC Dumbarton         | 11   |
| 06. | Schottland | Derek Lyle     |      | Queen of the South   | 10   |
| 06. | Schottland | Simon Murray   |      | Dundee United        | 10   |
| 06. | Schottland | Craig Sibbald  |      | FC Falkirk           | 10   |
| 09. | Schottland | Ryan Hardie    |      | Raith Rovers         | 09   |
| 09. | Schottland | Lee Miller     |      | FC Falkirk           | 09   |
| 09. | Schottland | Ross Forbes    |      | Greenock Morton      | 09   |

### Zuschauertabelle
Die Zuschauertabelle zeigt die besuchten Heimspiele an. Die Reihenfolge ist nach pro Spiel sortiert.
|        | Verein               | Zuschauer | pro Spiel | Heimspiele |
| ------ | -------------------- | --------- | --------- | ---------- |
| 01.    | Hibernian Edinburgh  | 277.096   | 15.394    | 18         |
| 02.    | Dundee United        | 118.516   | 6.584     | 18         |
| 03.    | FC Falkirk           | 090.580   | 5.032     | 18         |
| 04.    | Dunfermline Athletic | 079.785   | 4.433     | 18         |
| 05.    | FC St. Mirren        | 064.775   | 3.599     | 18         |
| 06.    | Raith Rovers         | 047.365   | 2.631     | 18         |
| 07.    | Greenock Morton      | 042.513   | 2.362     | 18         |
| 08.    | Ayr United           | 033.592   | 1.866     | 18         |
| 09.    | Queen of the South   | 033.418   | 1.857     | 18         |
| 10.    | FC Dumbarton         | 020.345   | 1.130     | 18         |
| Gesamt | Gesamt               | 807.985   | 4.489     | 180        |

## Auszeichnungen während der Saison
| Monat          | Trainer des Monats                | Spieler des Monats                   |
| -------------- | --------------------------------- | ------------------------------------ |
| August 2016    | Neil Lennon (Hibernian Edinburgh) | Jason Cummings (Hibernian Edinburgh) |
| September 2016 | Peter Houston (FC Falkirk)        | Cammy Bell (Dundee United)           |
| Oktober 2016   | Jim Duffy (Greenock Morton)       | Thomas O’Ware (Greenock Morton)      |
| November 2016  | Ray McKinnon (Dundee United)      | John McGinn (Hibernian Edinburgh)    |
| Dezember 2016  | Stephen Aitken (FC Dumbarton)     | Mark Docherty (FC Dumbarton)         |
| Januar 2017    | Neil Lennon (Hibernian Edinburgh) | Ross Forbes (Greenock Morton)        |
| Februar 2017   | Peter Houston (FC Falkirk)        | Jason Cummings (Hibernian Edinburgh) |
| März 2017      | Jack Ross (FC St. Mirren)         | Efe Ambrose (Hibernian Edinburgh)    |
| April 2017     | Jack Ross (FC St. Mirren)         | Stevie Mallan (FC St. Mirren)        |